# Anas Serrhat
Anas Serrhat (ur. 1 listopada 1996) – marokański piłkarz występujący na pozycji pomocnika w klubie Wydad Casablanca.

## Kariera klubowa
1 sierpnia 2019 dołączył do Renaissance Zemamra. W Zemamrze zadebiutował 31 sierpnia 2019 w meczu Pucharu Maroka przeciwko Rai Casablanca (2:3). Łącznie rozegrał 25 meczów (24 ligowe) i raz asystował.
7 listopada 2020 za kwotę 92 tysięcy euro przeniósł się do Wydadu Casablanca. Debiut zaliczył 9 grudnia 2020 w meczu przeciwko Difaâ El Jadida (0:1). Do 10 czerwca 2021 zagrał w 9 meczach (5 ligowych).

## Statystyki

### Klubowe
Stan na 10 czerwca 2021
| Sezon   | Klub                | Kraj   | Rozgrywki | Mecze | Gole |
| ------- | ------------------- | ------ | --------- | ----- | ---- |
| 2019/20 | Renaissance Zemamra | Maroko | GNF 1     | 24    | 0    |
| 2020/21 | Wydad Casablanca    | Maroko | GNF 1     | 5     | 0    |